# 統制派

皇道派と統制派の対立

統制派（とうせいは）は、大日本帝国陸軍内にかつて存在した派閥。
当初は暴力革命的手段による国家革新を企図していたが、国家改造のためには直接行動も辞さなかった皇道派青年将校と異なり、その態度を一変させ、陸軍大臣を通じて政治上の要望を実現するという合法的な形で列強に対抗し得る「高度国防国家」の建設を目指した。

## 概要

### 前史
1921年10月に陸軍士官学校16期の同期である岡村寧次、小畑敏四郎、永田鉄山の3人が交わした所謂バーデン＝バーデンの密約に基づき、総力戦体制確立、長州閥専横人事の刷新などによる陸軍立て直しを目指したことに始まる。彼らの行動は陸軍内の中堅将校を集めた二葉会、木曜会、ついでこの2つが1929年5月に合流した一夕会へと発展する。
一夕会では第1回の会合において以下のような決議がなされた。
1. 陸軍の人事を刷新し諸政策を強力に進める
2. 満蒙問題解決
3. 荒木貞夫、真崎甚三郎、林銑十郎の三将軍を盛りたてる

このうち荒木、真崎、林の擁立は長州閥とその系譜を引く宇垣一成一派への対抗を意味する。当時の陸軍首脳の顔ぶれは、いずれも宇垣と陸軍士官学校で同期の陸軍大臣白川義則、参謀総長鈴木荘六、唯一教育総監が上原勇作の九州閥に連なる武藤信義という状況であった。
これと密接に関わる人事の刷新は1929年8月、岡村寧次が全陸軍の佐官級以下の人事に大きな権限をもつ陸軍省人事局補任課長に就任し、一夕会による主要ポスト掌握が本格化した。満州事変の勃発した1931年9月には一夕会系幕僚が陸軍省・参謀本部の主要実務ポストの多くを占めており、関東軍と軍中枢でそれぞれ満蒙問題の武力による「解決」を進める原動力となった。
同年12月に若槻内閣は総辞職し、陸相は宇垣系の南次郎から、後継の犬養内閣において一夕会のおす荒木貞夫に交代する。荒木はやはり宇垣系の参謀総長金谷範三を閑院宮載仁親王に換え、翌1932年1月には真崎を参謀次長に就けるなど、この時期に宇垣系の陸軍首脳は一掃された。
その後1932年5月の五・一五事件で倒れた犬養毅の後を承けた齋藤内閣でも荒木は陸相に留任、林銑十郎が教育総監に就任したことで一夕会がおす三将軍が事実上陸軍のトップを占める状況が実現した。しかしこの荒木の露骨な党派的人事は軍内部の反発を呼びおこし、宮中の評判も非常に悪化した。さらに荒木は陸相として軍拡に関心を示さず予算獲得にも失敗するなど実務的能力に欠けたため、荒木に期待した中堅幕僚の離反を招くことになる。
並行して小畑と永田の対ソ戦略を巡る政策的対立が表面化する。その結果、荒木子飼いの小畑は皇道派としてまとまり、荒木・真崎を見限った永田を中心とした幕僚は統制派と後に呼ばれるグループを形成する。この小畑と永田の対立は1933年4月から5月にかけての時期とされる。一方、林も荒木・真崎と距離をおいており、1934年1月に病気で辞職した荒木の後任として陸相に就くと、同年3月には永田を陸軍省の中枢を担う軍務局長に起用するに至った。

### 構成
皇道派は天皇親政の強化や財閥規制など政治への深い不満・関与を旗印に結成され、陸軍大学校（陸大）出身者はほとんどいなかった。
皇道派の中心人物である荒木貞夫が陸軍大臣に就任した犬養内閣時に断行された露骨な皇道派優遇人事に反発した陸軍中堅層が結集した派閥とされる。
二・二六事件に失敗・挫折した皇道派の著しい勢力弱体化、世界の列強各国での集産主義台頭、他、世界恐慌に対し有効性を示したブロック経済への羨望が進むにつれ、当初の結成目的・本分から徐々に外れ、合法的に政府に圧力を加えたり、あるいは持論にそぐわない政府の外交政策に対し統帥権干犯を盾に公然と非協力な態度・行動をとったりサボタージュも厭わない軍閥へと変容していった。革新官僚とも繋がりを持つ軍内の「近代派」であり、近代的な軍備や産業機構の整備に基づく、総力戦に対応した高度国防国家を構想した。参謀本部、陸軍省の佐官クラスの幕僚将校を中心に支持されていた。中心人物は永田鉄山、東條英機。
永田の愛弟子で統制派の理論的指導者である池田純久が『陸軍当面の非常時政策』で「近代国家に於ける最大最強のオルガナイザーにして且つアジテーターはレーニンが力説し全世界の共産党員が実践して効果を煽動したるジャーナリズムなり、軍部はこのジャーナリズムの宣伝煽動の機能を計画的に効果的に利用すべし」と主張しているように、統制派は『太平洋五十年戦略方針』などの編集で細川嘉六や中西功、平野義太郎ら共産主義運動に詳しい人物を積極的に起用した。また、池田純久が『国防の本義と其強化の提唱』にて「われわれ統制派の最初に作成した国家革新案は、やはり一種の暴力革命的色彩があった」と述べているように、最初から合法性に依っていたわけではなかった。
中心人物の永田鉄山が皇道派の相沢三郎陸軍中佐に暗殺された（相沢事件）後、皇道派との対立を激化させる。この後、皇道派による二・二六事件が鎮圧されると、皇道派将校は予備役に追いやられた。さらに退役した皇道派の将校が陸軍大臣になることを阻むべく軍部大臣現役武官制を復活させ、これにより陸軍内での対立は統制派の勝利という形で一応の終息をみる。その後、陸軍内での勢力を急速に拡大し、軍部大臣現役武官制を利用して陸軍に非協力的な内閣を倒閣するなど政治色を増し、最終的に、永田鉄山の死後に統制派の首領となった東條英機の下で、全体主義色の強い東條内閣を成立させるに至る。

### 名称について
統制派には、皇道派のような明確なリーダーや指導者はおらず、初期の中心人物と目される陸軍省軍事課長（後、軍務局長）の永田鉄山も軍内での派閥行動には否定的な考えをもっており、「非皇道派＝統制派」が実態だとする考え方も存在する。ただ永田亡き後、統制派の中心人物とされた東條英機などの行動や主張が、そのまま統制派の主張とされることが多い。
統制派は反長州閥を掲げた一夕会から発生しているが、満洲事変では旧長州閥系の宇垣閥の支援を受けており、宇垣閥は解散後に統制派に合流している。
軍閥として、皇道派は存在したが、統制派というまとまりは存在しなかったとの主張も多い。安倍源基は、皇道派青年将校が反感を抱いていた陸軍省と参謀本部（省部）における陸大出身者幕僚が漠然と統制派と呼ばれるようになっただけであると述べている。
皇道派、統制派といった名称は、大岸頼好が怪文書において使用した、憲兵将校の美座時成の作成した書類において使われたのが始まりであるとの諸説がある。いずれにせよ、それぞれの軍閥に所属したとされている当事者たちはこの名称を使用していない。